# Mount Elgons nationalpark (Kenya)
För den ugandiska nationalparken med samma namn, se Mount Elgons nationalpark (Uganda).
Mount Elgons nationalpark (engelska: Mount Elgon National Park är en nationalpark i västra Kenya som skyddar 169 km² av vulkanen Mount Elgons sluttningar. Nationalparken inrättades 1968.
Nationalparken nås landvägen från Kitale, eller via en liten landningsbana vid huvudentrén. Den högsta toppen inom nationalparksgränsen är Koitoboss, 4 155 m ö.h. Det är också bergets högsta topp i Kenya.
Bland sevärdheterna finns flera långa lavatunnlarna, en av världens största calderor samt en rik flora med bland annat Ardisiandra wettsteinii, Carduus afromontanus, Echinops hoehnelii, Ranunculus keniensis och Romulea keniensis.